# A Winter’s Tale (песня Queen)
«A Winter’s Tale» (с англ. — «Зимняя сказка») — песня группы Queen из альбома Made in Heaven, выпущенного в 1995 году после смерти Фредди Меркьюри. Записана уже после окончания сессий альбома Innuendo. Это последняя композиция, написанная уже тяжело больным Фредди Меркьюри. Он сочинил эту песню, когда смотрел в окно в студии группы в городе Монтрё (Швейцария).
Песня была вторым синглом с альбома. В Великобритании этот сингл выпускался в специальном подарочном издании.

## Музыканты
- Фредди Меркьюри — ведущий и бэк-вокал, клавишные
- Брайан Мэй — ведущая гитара
- Роджер Тейлор — ударные
- Джон Дикон — бас-гитара

## Позиции в хит-парадах
| Чарты                     | Peak Позиция |
| ------------------------- | ------------ |
| Austrian Singles Chart    | 23           |
| German Singles Chart      | 62           |
| Netherlands Singles Chart | 25           |
| Swiss Singles Chart       | 28           |
| UK Singles Chart          | 6            |